# پون-دو-ول
پون-دو-ول (به فرانسوی: Pont-de-Veyle) یک کمون در فرانسه است که در اوورنی-رون-آلپ واقع شده‌است. پونت-دی-ویله ۱٫۹۴ کیلومتر مربع مساحت دارد ۱۷۸ متر بالاتر از سطح دریا واقع شده‌است.